# Paul Dannenberg
Paul Dannenberg (* 13. Januar 1894 in Berlin; † 22. Januar 1957) war ein deutscher Maskenbildner und Theaterfriseur beim deutschen Film.

## Leben und Wirken
Dannenberg begann in Berlin-Charlottenburg als Friseur zu arbeiten und wurde kurz nach dem Ersten Weltkrieg auch von Theaterleuten in Anspruch genommen. Auf diese Weise kam er rasch mit dem Film in Berührung, seine erste nachweisliche Tätigkeit leistete er 1923 als Requisiteur bei dem Horrorfilmklassiker Das Wachsfigurenkabinett von Paul Leni. Vier Jahre später war Danneberg als Haarstylist an einem weiteren deutschen Stummfilmklassiker beschäftigt, Friedrich Zelniks Umsetzung von Gerhart Hauptmanns Drama Die Weber (1927). Seit diesem Zeitpunkt arbeitete Dannenberg regelmäßig mit dem Schauspieler und Regisseur Wilhelm Dieterle, den er vermutlich 1923 bei den Dreharbeiten zu Das Wachsfigurenkabinett kennengelernt hatte, bis zu dessen Weggang nach Hollywood 1930 eng zusammen. 
Den künstlerischen Höhepunkt erreichte Dannenberg gleich nach der Einführung des Tonfilms, als er eine Reihe von hochkarätigen Produktionen, unter anderem von der Nero-Film AG Seymour Nebenzahls, als Maskenbildner betreute, darunter die Filmklassiker Westfront 1918, Dreyfus, Die Dreigroschenoper, Ariane, Kameradschaft und Der träumende Mund. Allein in diesen ersten drei Tonfilmjahren von 1930 bis 1933 schminkte er Stars wie Rudolf Forster, Brigitte Helm, Elisabeth Bergner, Fritz Kortner, Leni Riefenstahl, Brigitte Horney, Heinrich George, Emil Jannings und mehrfach Gustav Diessl. 
Seit 1932 erst in Frankreich, anschließend in Österreich tätig, setzte er dort, mit deutlich verringerter Arbeitsintensität, sein Maskenbildnerwerk fort, kehrte aber schließlich kurz vor Ausbruch des Zweiten Weltkriegs wieder nach Berlin heim. Nach dem groß angelegten Revuefilm Wir tanzen um die Welt (1939) endete Paul Dannenbergs Filmkarriere.

## Filmografie
als Maskenbildner, wenn nicht anders angegeben
- 1923: Das Wachsfigurenkabinett (nur Requisiten)
- 1927: Die Weber (nur Haarstylist)
- 1928: Geschlecht in Fesseln
- 1928: Rasputins Liebesabenteuer
- 1929: Ich lebe für Dich
- 1929: Das Schweigen im Walde
- 1929: Ludwig der Zweite, König von Bayern
- 1930: Westfront 1918
- 1930: Dreyfus
- 1930: Die Dreigroschenoper
- 1930: Ariane
- 1931: Kameradschaft
- 1932: Die verliebte Firma
- 1932: Die Herrin von Atlantis
- 1932: Der träumende Mund
- 1932: Don Quichotte
- 1932: S.O.S. Eisberg
- 1933: König Pausole
- 1934: Der ewige Traum
- 1935: Die ewige Maske
- 1935: ... nur ein Komödiant
- 1936: Der Postillon von Lonjumeau
- 1937: Mutterlied
- 1939: Wir tanzen um die Welt